# Чоклинг Терсар
Чоклинг Терсар (англ. Chokling Tersar, тиб. mchog gling gter gsar) — цикл скрытых учений (терма), открытых Чогьюром Лингпой, собранных и записанных держателями линии. Учения — терма Чокгьюра Лингпы составляют тридцать три тома. Его собственные записи содержатся ещё в двенадцати томах. Детали всех этих учений можно найти в соответствующих таблицах содержания. Полное собрание Чоклинг Терсара было перепечатано в Дели. Большая часть теров Чоклинга — это са-тер, и лишь немного остальных шести видов передач, потому что Чоклинг подчинился приказу Ситу Пема Вангпо, сказавшего ему брать, в основном, са-тер и оставлять другие.

## Держатели линии терма
Было десять основных держателей линии его теров и двадцать пять второстепенных.
- Первым был Джамьянг Кхьенце (1820—1892).
- Среди остальных были Кармапа Текчок Дордже (1798—1868) и Кхакьяб Дордже (1871—1922), Ситу Пема Вангпо и Падма Кунсанг, Джамгон Конгтрул (1813—1899), Дазанг Тулку, Дримей Шингкьонг Гонпо, Минлинг Тричен, Пальюл Гьятрул, Паво Ринпоче, Сакья Гонгма, Рединг Тулку, двое сыновей самого Чоклинга, и Кармей Кхенпо.
- Эти держатели линии позднее передавали уполномочивания Чоклинг Терсара; собрали, напечатали и практиковали учения; написали на них комментарии. Так линия этих учений существует и сейчас.